# Processus ouvert
En thermodynamique, un processus ouvert est une série de transformations quelconques, chimiques ou physiques, d'un système dont l'état final diffère de l'état initial.